# The Wild Blue Yonder (2005)
The Wild Blue Yonder is een Duits-Frans-Oostenrijks-Britse sciencefictionfilm uit 2005 onder regie van Werner Herzog.

## Verhaal
Enkele astronauten cirkelen rond de aarde in een ruimteschip. Omdat de aarde onbewoonbaar is geworden, kunnen ze niet meer terugkeren. De bemanning gaat op zoek naar een nieuwe woonplaats en ze laten een sonde los vanuit hun laadruim.

## Rolverdeling
| Acteur              | Personage     |
| ------------------- | ------------- |
| Brad Dourif         | Ruimtewezen   |
| Donald Williams     | Gezagvoerder  |
| Ellen Baker         | Fysicus       |
| Franklin Chang-Diaz | Plasmafysicus |
| Shannon Lucid       | Biochemicus   |
| Michael McCulley    | Piloot        |
| Roger Diehl         | Wiskundige    |
| Ted Sweetser        | Wiskundige    |
| Martin Lo           | Wiskundige    |